# چارلی مانگر
چارلی مانگر (انگلیسی: Charlie Munger؛ زادهٔ ۱ ژانویهٔ ۱۹۲۴ – درگذشتهٔ ۲۸ نوامبر ۲۰۲۳) وکیل، کارآفرین، سرمایه‌گذار و سرمایه‌دار اهل ایالات متحده آمریکا بود، که به‌عنوان معاون رئیس و نایب رئیس هیئت مدیره شرکت سرمایه‌گذاری برکشر هاتاوی فعالیت می‌کرد.
مونگر از سال ۱۹۸۴ تا ۲۰۱۱ به عنوان رئیس هیئت مدیره و مدیرعامل شرکت وسکو فایننشل مشغول به کار بود. او همچنین رئیس هیئت مدیره شرکت دیلی ژورنال، مستقر در لس آنجلس، کالیفرنیا و عضو هیئت مدیره شرکت عمده‌فروشی کاستکو می‌بود.

## مرگ
در ۲۸ نوامبر ۲۰۲۳ مانگر در بیمارستانی در سانتا باربارا، کالیفرنیا،  در سن ۹۹ سالگی درگذشت. وارن بافت در بیانیه‌ای پس از مرگش گفت: «برکشر هاتاوی بدون الهام، خرد و مشارکت چارلی نمی‌توانست به وضعیت کنونی‌اش ساخته شود.» چند تن دیگر از چهره‌های برجسته تجاری نیز بیانیه‌هایی را به یاد مانگر صادر کردند، از جمله بیل گیتس، تیم کوک، برایان موینیهان و ری دالیو.